# Quema de iglesias en La Araucanía de 2016
La quema de iglesias en La Araucanía de 2016 fueron una seguidilla de ataques incendiarios hacia templos cristianos de culto católico y evangélico ocurridos a partir de marzo de ese año en la región histórica de la Araucanía, territorios que incluyen la Región de La Araucanía y la Provincia de Arauco, en el sur de Chile. Estos siniestros han sido reconocidos como parte del denominado conflicto en La Araucanía, en algunos casos vinculados a su vez con el conflicto mapuche.

## Cronología
- 1 de marzo: Se presume un ataque incendiario que destruyó completamente una iglesia católica en el sector de Villa Chihuayhue, a 25 km de la ciudad de Angol.[2]
- 8 de marzo: Se presume que encapuchados efectuaron disparos e incendiaron el Santuario de San Sebastián en Pircunche, comuna de Vilcún.[3]
- 25 de marzo: Se presume que desconocidos quemaron iglesia evangélica en la localidad de Niágara, comuna de Padre Las Casas.[4]
- 1 de abril: Se presume que La capilla católica de Santa Joaquina fue incendiada por encapuchados hasta ser consumida por las llamas en el sector Niágara, comuna de Padre Las Casas.[5]
- 1 de abril: La iglesia evangélica "La Unión Cristiana" fue incendiada en la comuna de Ercilla.[5]
- 5 de abril: Se presume que una parroquia católica fue totalmente destruida por un incendio en Quepe, comuna de Freire.[6]
- 12 de abril: Se presume que un templo de la Iglesia Adventista del Séptimo Día es siniestrado en el sector rural de San Ramón, en Padre Las Casas.[7]
- 12 de abril: Una capilla católica fue destruida por el fuego en el sector rural de Antiquina, comuna de Cañete.[8]
- 18 de abril: Encapuchados armados incendiaron el Centro de Innovación y Transferencia Tecnológica Agropecuaria de la Universidad Católica de la Santísima Concepción, ubicado en el Fundo Peleco de propiedad de la casa de estudios en la comuna de Cañete. Este incidente se asocia a los anteriores al ser una entidad vinculada a la Arquidiócesis de la Santísima Concepción.[9]
- 26 de mayo: Dos atentados incendiarios simultáneos afectaron a capillas católicas en sectores rurales de Vilcún y Padre Las Casas.[10]
- 10 de junio: Encapuchados luego de efectuar disparos en el exterior, quemaron un templo evangélico de la  Congregación de la Iglesia del Señor de Padre Las Casas, irrumpiendo en pleno culto religioso de noche, obligando a los fieles a salir.[11]
- 16 de junio: Un incendio consumió una capilla católica en un sector rural de Collipulli.[12]
- 28 de julio: Un templo evangélico es incendiado en la comuna de Quilaco. En el lugar se encontraron panfletos alusivos a la causa mapuche.
- 29 de julio: Un incendio consumió una capilla evangélica en Padre Las Casas.[13]
- 30 de julio: Con un modus operandi parecido, un camión fue incendiado en el sector de Departamento Curacó a 12 km de Collipulli[14]
- 21 de diciembre: un incendio intencional destruyó la parroquia San Judas Tadeo de Ercilla, ubicada dentro del área urbana comunal.[15]
- 24 de diciembre: durante la madrugada de Nochebuena una capilla católica y una escuela rural fueron incendiadas en la localidad de Chamichaco, comuna de Ercilla. En el lugar se encontraron panfletos alusivos al conflicto y la atribución por la agrupación Resistencia Mapuche-Malleco tanto de ese atentado como el de días anteriores de la Iglesia San Judas Tadeo de la misma comuna.[16]

## Atribución de los hechos
Si bien ninguna agrupación se ha atribuido la autoría de los hechos mediante algún comunicado oficial, los perpetradores han dejado mensajes alusivos al conflicto mapuche. Tras un ataque incendiario a maquinaria de una empresa forestal ocurrido el 18 de abril en Tirúa, Provincia de Arauco, donde se encontró un cartel que decía: «Quemar iglesias no es resistencia», desmarcándose de los atentados a los templos religiosos, se presume que existe más de un grupo que efectúa ataques incendiarios en la zona.

## Perfil común de los ataques
- Todas las iglesias incendiadas se ubicaban en sectores rurales de la región, algunas en sectores aislados con escasa cantidad de feligreses y de material ligero, normalmente construidas en madera.
- La totalidad de los atentados fueron iniciados durante la noche: ante la ausencia de moradores al interior de las iglesias y con escasa visibilidad a fin de no ser descubiertos.
- Se han encontrado panfletos y lienzos con mensajes anticlericales y de tendencia anarquista, principalmente contra la Iglesia católica y contra el Estado de Chile.[4]

## Acciones judiciales
El Gobierno de Chile ha presentado reiteradas querellas contra quienes resulten responsables de estos ataques invocando la Ley de Seguridad del Estado. Adicionalmente, el Gobierno Regional del Biobío presentó una querella por la Ley Antiterrorista debido al atentado de abril en Cañete.

## Reconstrucción
En agosto de 2017, fue anunciado el financiamiento para la reconstrucción de las iglesias siniestradas faltantes a través de una donación de la Corporación Chilena de la Madera (Corma), en coordinación a las autoridades de gobierno locales en las comunas afectadas. Se espera que las obras se encuentren terminadas previo a la visita del papa Francisco a Chile en enero de 2018.